# Titularbistum Stratonicea in Caria
Stratonicea in Caria (ital.: Stratonicea di Caria) ist ein Titularbistum der römisch-katholischen Kirche. 
Es geht zurück auf ein untergegangenes Bistum der antiken Stadt Stratonikeia in der kleinasiatischen Landschaft Karien im Südwesten der heutigen Türkei, das der Kirchenprovinz Stauropolis angehörte.
| Titularbischöfe von Stratonicea in Caria |                                         |                                                                        |                  |                    |
| Nr.                                      | Name                                    | Amt                                                                    | von              | bis                |
| 1                                        | Alfonso Bermyn CICM                     | Apostolischer Vikar von Südwest-Mongolei (China)                       | 15. April 1901   | 16. Februar 1915   |
| 2                                        | Antonio Stoppani MCCJ                   | Apostolischer Vikar von Bahr al-Ghazal (Sudan)                         | 13. Juni 1917    | 6. August 1940     |
| 3                                        | Joseph Cucherousset CSSp                | Apostolischer Vikar von Bangui (Französisch-Äquatorialafrika)          | 9. April 1948    | 14. September 1955 |
| 4                                        | Carlos Guillermo Hartl de Laufen OFMCap | Apostolischer Koadjutorvikar Apostolischer Vikar von Araucanía (Chile) | 9. November 1956 | 6. Februar 1977    |